# یوشیوکی موریساکی
یوشیوکی موریساکی (ژاپنی: 森崎 嘉之؛ زادهٔ ۲۰ آوریل ۱۹۷۶) یک بازیکن فوتبال اهل ژاپن است.
از باشگاه‌هایی که در آن بازی کرده‌است می‌توان به باشگاه فوتبال جف یونایتد چیبا اشاره کرد.